# Космічна Одіссея
«Космічна Одіссея» (англ. Space Odyssey) — тетралогія науково-фантастичних романів Артура Кларка:
- 2001: Космічна Одіссея (2001: A Space Odyssey, 1968)
- 2010: Одіссея 2 (2010: Odyssey Two, 1982)
- 2061: Одіссея 3 (2061: Odyssey Three, 1987)
- 3001: Остання одіссея (3001: The Final Odyssey, 1997)

Також серія часом називається — «Моноліт».
Ідея серії була описана Кларком ще в 1948 році в оповіданні «Вартовий» (англ. The Sentinel).

## Екранізації
- Космічна одіссея 2001 року — фільм Стенлі Кубрика 1968 року.
- Космічна одіссея 2010 року — фільм Пітера Хаямса.

## Документальні дослідження
- Космічна Одіссея: Стенлі Кубрик, Артур Кларк та створення шедевра — книга Майкла Бенсона[en] 2018 року.

## Персонажі
- HAL 9000 — член екіпажу «Діскавері 1», штучний інтелект. Першим увійшов в контакт із монолітом ТМА-2.
- Девід Боуман — член екіпажу «Діскавері 1», перетворений в «Дитя Зірок» монолітом ТМА-2.
- Френк Пул — член екіпажу «Діскавері 1», викинутий в космос HAL 9000 в Одіссеї 2001, оживлений з анабіозу в Одіссеї 3001 року.
- Хейвуд Флойд — в Одіссеї 2001 один з дослідників моноліта ТМА-1 на Місяці, також головний герой Одіссей 2010 та 2061 років.